# Przepust drogowy przy ul. Miodowej
Przepust drogowy przy ul. Miodowej – obiekt nr 8 Krakowskiego Szlaku Techniki łączący Grzegórzki z Kazimierzem przy skrzyżowaniu ul. Miodowej z ul. Halicką.
Przekop wybudowany został ok. 1855 r. i poprowadzony przez nasyp linii kolejowej austriackiej Cesarsko-Królewskiej Wschodniej Kolei Państwowej (k.k. Őstliche Staatsbahn). Jest to, otwarta 20 lutego 1856 r., linia kolejowa Kraków-Dębica, obecnie stanowiąca część linii nr 91.
Początkowo po wale biegła jedna linia torów, potem dwie (od 1892 r.), a od 1899 r. trzy. W związku z tym przebudowano przepust, poszerzono go i rozbudowano mury oporowe. Jest zbudowany z bloków piaskowca.
Przekop skraca drogę z centrum Kazimierza na nowy cmentarz żydowski znajdujący się przy końcu ul. Miodowej oraz pod Halę Targową przy ul. Grzegórzeckiej.
W 2011 roku przeprowadzono remont wiaduktu.
Od 2017 rozpoczęto przebudowę i modernizację krakowskiej linii średnicowej. Przebudowano także przepust, który ponownie oddano do użytku w grudniu 2023.

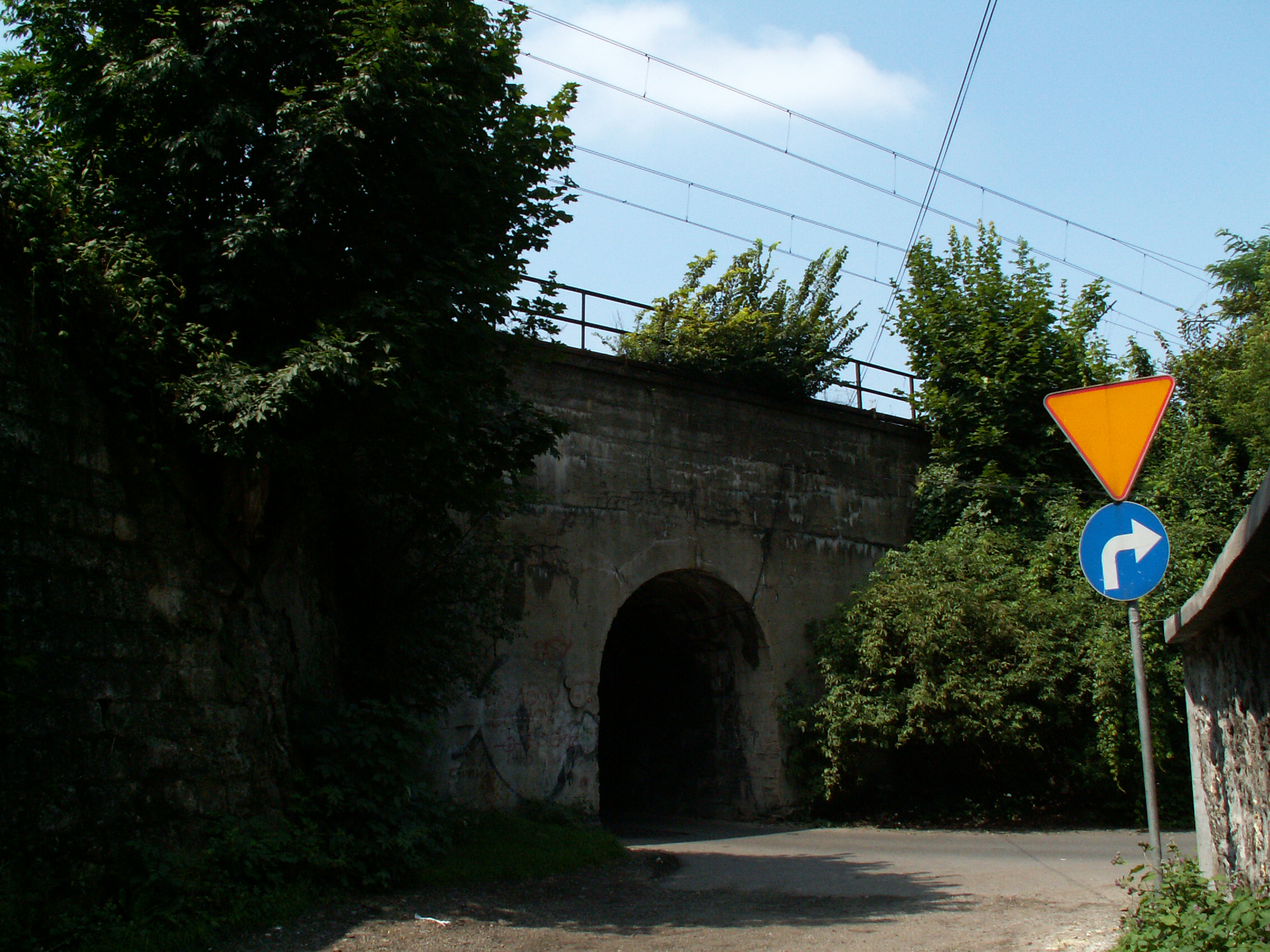
Widok ze wschodu
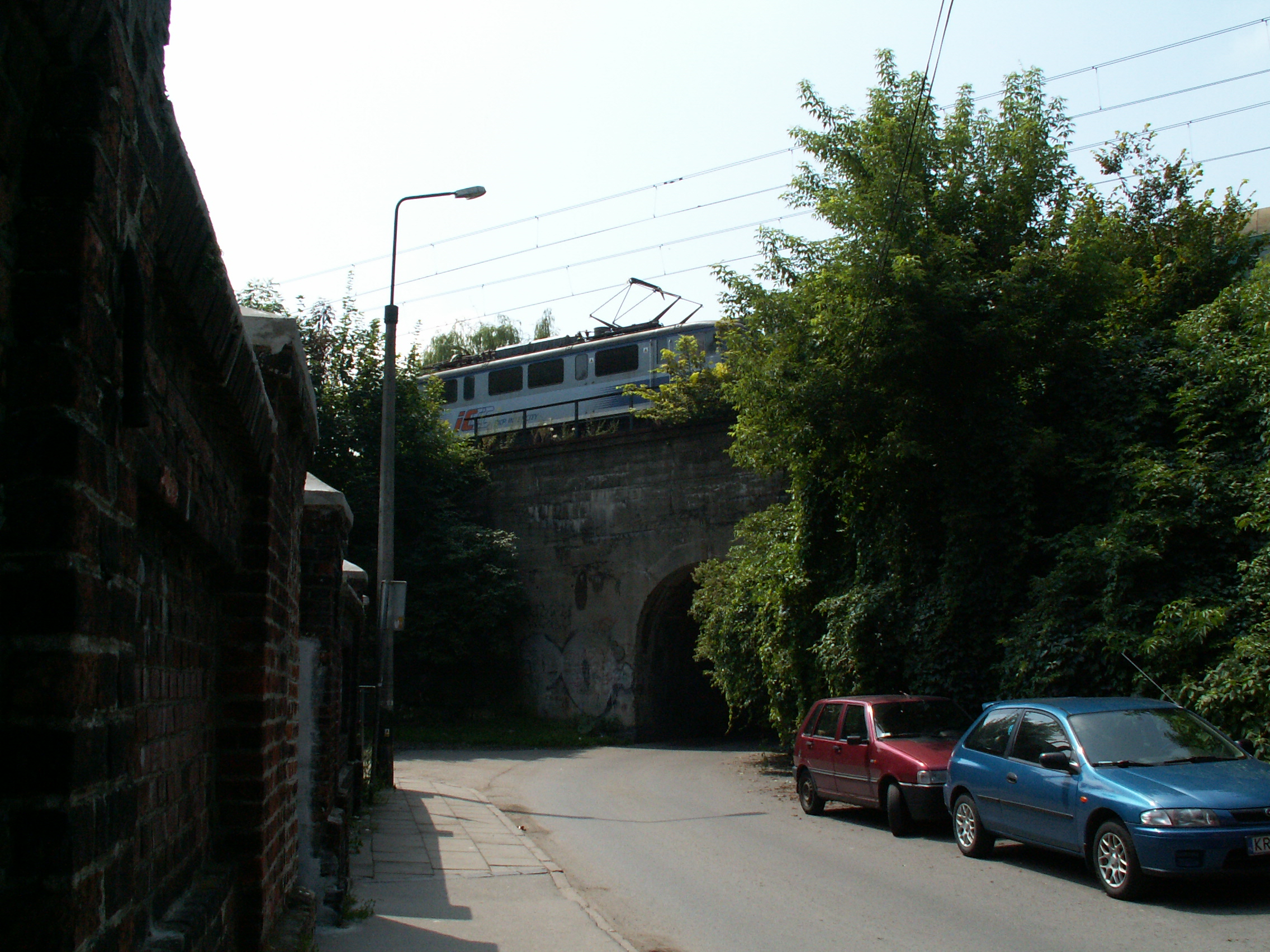
Po lewej nowy cmentarz żydowski
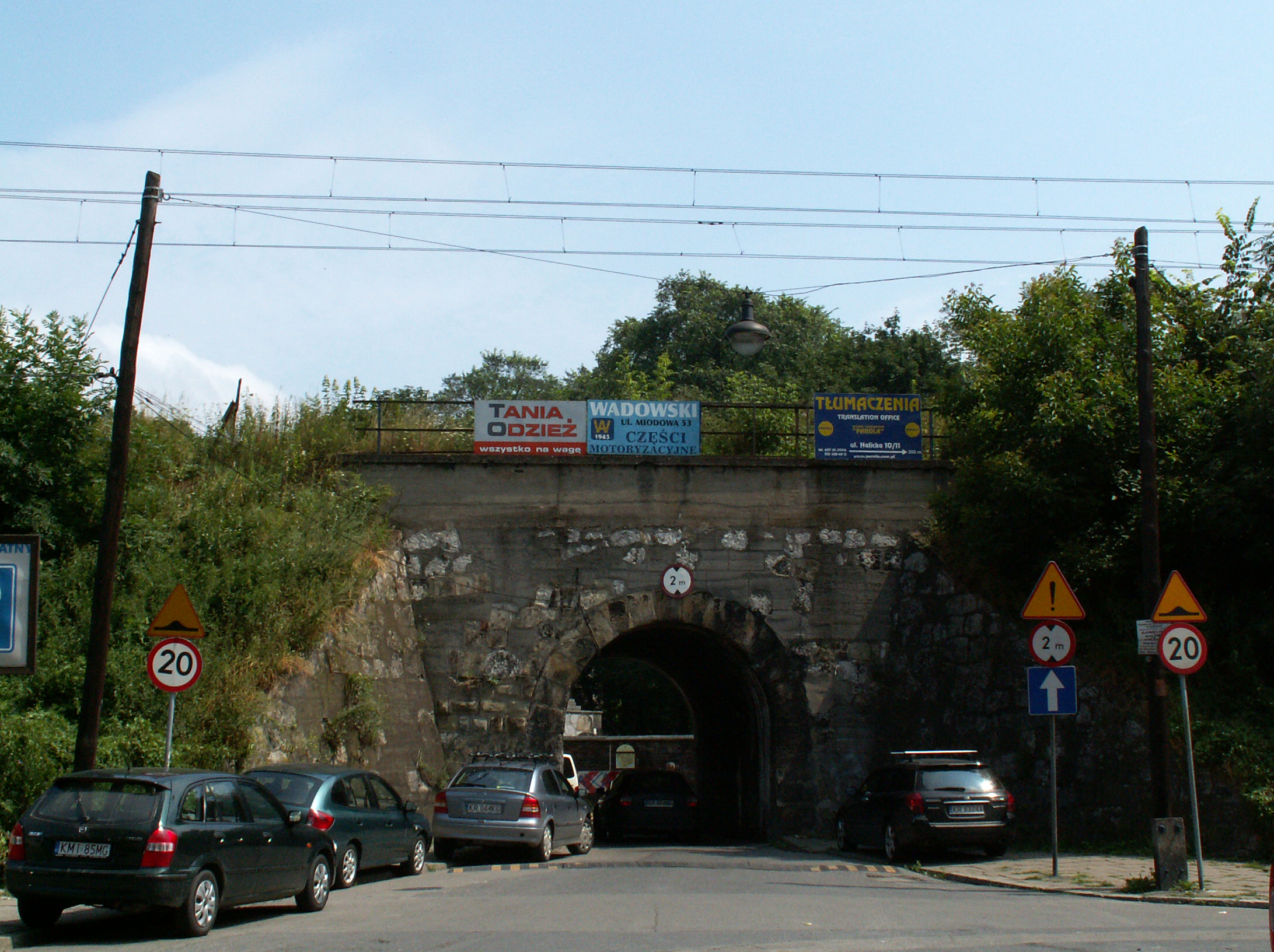
Przepust przed remontem (2010)
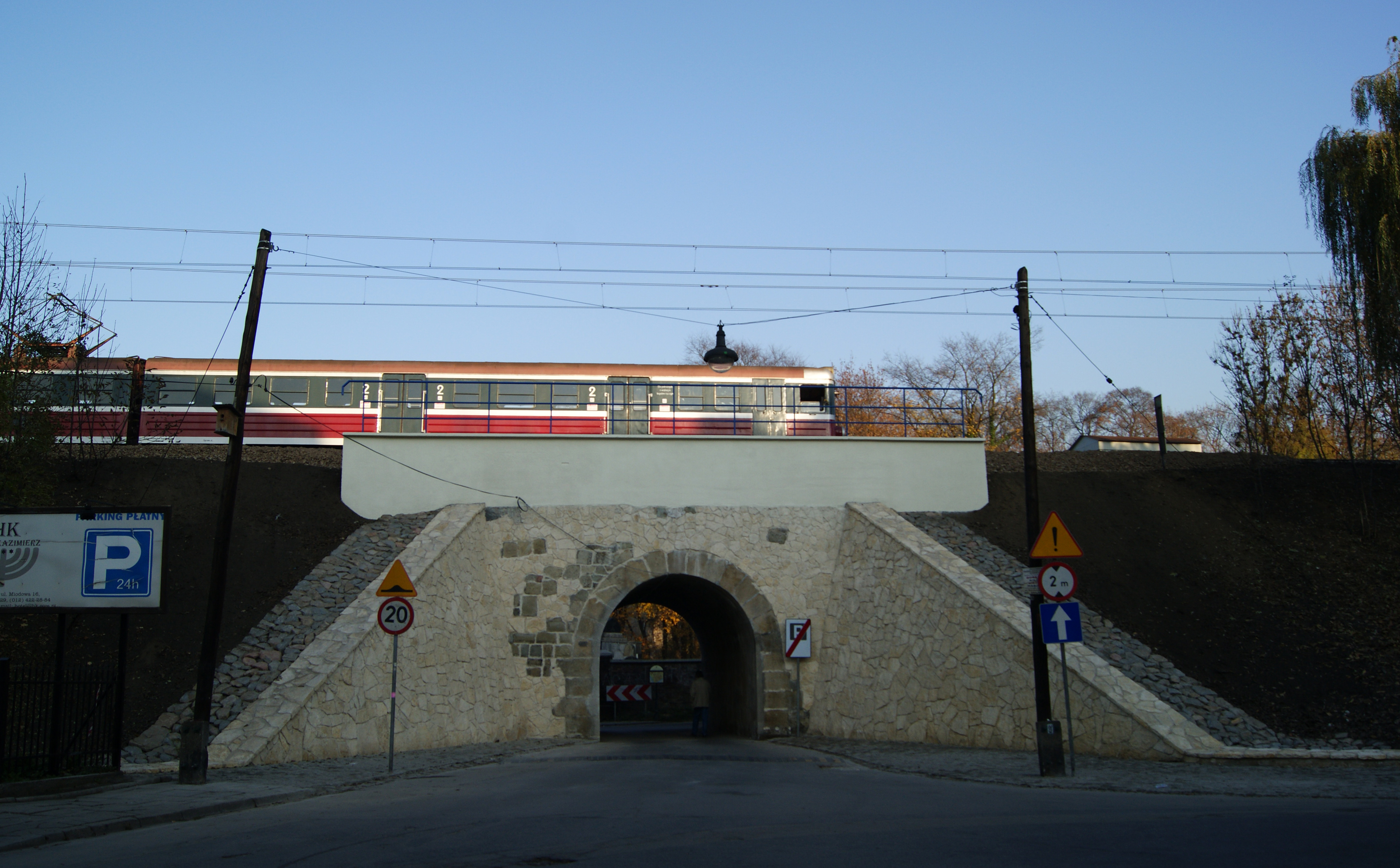
Po remoncie w 2011 (widok od strony Kazimierza)